# Oiolycos
Dans la mythologie grecque, Oiolycos (en grec ancien Οἰολύκος / Oiolúkos) est le fils de Théras.
Selon Hérodote, Oiolycos n’était pas un nom de naissance. En effet, lorsque Théras décida de quitter Sparte, son fils refusa de partir avec lui. Théras lui annonça alors qu’il le laisserait comme une brebis parmi les loups, et cela lui valut le surnom d’Oiolycos (de οἶς / oîs, la brebis, et λύκος / lúkos, le loup).
Son fils, nommé Égée, est le fondateur mythique de la tribu spartiate des Égéides.

## Sources
- Hérodote, Histoires [détail des éditions] [lire en ligne] (IV, 149).
- Pausanias, Description de la Grèce [détail des éditions] [lire en ligne] (IV, 7, 8).